# Faeton (planetă ipotetică)
Faeton (Phaeton, Phaëton sau mai rar Phaethon) este numele unei planete ipotetice despre care se crede că ar fi existat între orbitele planetelor Marte și Jupiter și a cărei presupusă distrugere ar fi dus la formarea centurii de asteroizi. Planeta ipotetică a fost numită după Phaeton (Faeton), fiul lui Helios, zeul soarelui în mitologia greacă. Phaeton a încercat să conducă carul solar al tatălui său pentru o zi cu rezultate dezastruoase; fiind în cele din urmă distrus de Zeus.
Tot după acest zeu este numit și asteroidul 3200 Phaethon, uneori scris incorect Phaeton. 3200 Phaethon este un asteroid Apollo care intersectează orbitele planetelor Mercur, Venus, Pământ și Marte, fiind un asteroid cu proprietăți neobișnuite.